# La Nava de Ricomalillo
La Nava de Ricomalillo – gmina w Hiszpanii, w prowincji Toledo, w Kastylii-La Mancha, o powierzchni 39,53 km². W 2011 roku gmina liczyła 635 mieszkańców.